# Orchestre Bruckner de Linz

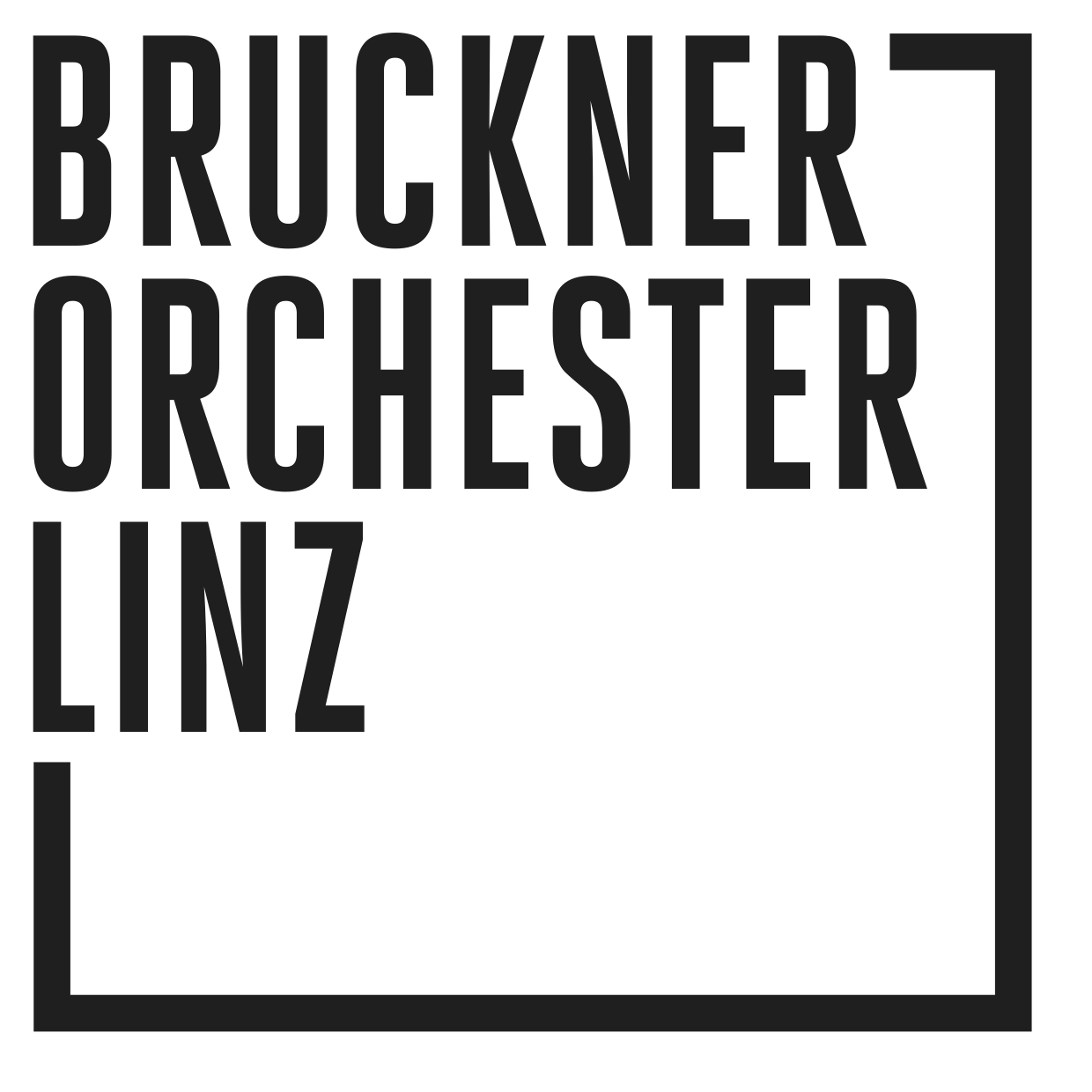
Logo du Bruckner Orchester Linz.

L’Orchestre Bruckner de Linz (en allemand : Bruckner Orchester Linz) est un orchestre autrichien basé à Linz. Il est tout particulièrement associé à la musique d'Anton Bruckner, natif du district de Linz-Land. Il est l'orchestre symphonique d'État de Haute-Autriche et également l'orchestre de l'opéra au Landestheater Linz (Théâtre d'État de Haute-Autriche). Composé de 110 musiciens, l'orchestre participe au festival Bruckner, au festival Ars Electronica et à la Linzer Klangwolke.
L'ensemble parent de l'orchestre est l'Orchestre du Théâtre de Linz.
L'orchestre a acquis son nom actuel en 1967, lorsqu'il était dirigé par le chef d'orchestre et musicologue Kurt Wöss. Depuis 2002, la formation est sous la direction du chef d'orchestre Dennis Russell Davies. Au cours de son mandat, l'orchestre a commencé à jouer la musique de Philip Glass, avec notamment la création de sa Symphonie no 8 en 2005, puis, en janvier 2017, de sa Symphonie no 11 au Carnegie Hall. Davies achève son mandat à Linz en 2017. En février 2015, l'orchestre annonce la nomination de Markus Poschner en tant que prochain chef d'orchestre principal de la formation, à partir de la saison 2017-2018. Le chef résident de l'orchestre est Ingo Ingensand et le premier chef invité de l'orchestre Heinrich Schiff.
L'ensemble a notamment enregistré les symphonies de Bruckner pour le label Arte Nova et plus récemment plusieurs albums de la musique de Philip Glass,,,,.
En 2025, Christoph Koncz est nommé afin de succéder à Markus Poschner au poste de chef principal de l'orchestre à compter de la saison 2027-2028.

## Chefs d'orchestre
- Kurt Wöss (1967–1975)
- Theodor Guschlbauer (1975–1983)
- Roman Zeilinger (de) (1983–1985)
- Manfred Mayrhofer (de) (1985–1992)
- Martin Sieghart (de) (1992–2000)
- Dennis Russell Davies (2002–2017)
- Markus Poschner (2017–)